# Auditorio Guelaguetza
El Auditorio Guelaguetza es un centro de espectáculos, localizado en Carretera panamericana sin número, en Oaxaca de Juárez justo al lado de la zona hotelera perteneciente a la del Cerro del Fortín.
El Auditorio Guelaguetza, principal recinto de espectáculos en Oaxaca y considerado entre los principales del México por diversos 
 medios especializados, se construyó por encargo del gobernador Fernando Gómez Sandoval siendo esta edificación un escenario al aire libre, en 2008 iniciaron los trabajos culminando estos en 2010 para ofrecer eventos de calidad como conciertos de música, arte, teatro y danza entre otros géneros.
Todos los años durante los últimos dos lunes del mes de julio se celebra la Guelaguetza conocida como Fiesta de los Lunes del Cerro, donde todas las regiones del estado muestran sus mejores bailes en el Auditorio Guelaguetza donde se puede apreciar una maravillosa vista panorámica de la ciudad. Las festividades del "Lunes del Cerro" adoptan el término popular de "La Guelaguetza", debido a que las delegaciones regionales acostumbran traer, para regalar entre el público; productos artesanales, frutos y bebidas, además de su música y bailes. Como parte de estas celebraciones y desde 1968, cada delegación presenta una candidata al título de la diosa Centeotl, la elegida es investida públicamente y preside las festividades que se realizan desde 1974 en el auditorio del Cerro del Fortín. El espectáculo de la Guelaguetza se presenta dos veces al día, es decir, una por la mañana y otra por la tarde, para que todos los turistas y oaxaqueños puedan admirar los bailes de las distintas delegaciones.

## Primeros años
Los primeros años este auditorio no existía, eran solo rocas. En este cerro, conocido como cerro del Fortin hoy en día se celebra la "Guelaguetza" o los "Lunes del Cerro" y es una de las celebraciones más antiguas y más importantes de Oaxaca.
Desde 1932, precisamente con motivo de la celebración del IV Centenario de Oaxaca de haber sido elevada al rango de ciudad se festejó la primera muestra de la Guelaguetza en el primer auditorio denominado entonces “Rotonda de la Azucena”.
La fiesta entonces se nombró “Homenaje Racial”, que incluyó la presentación de embajadas de las siete regiones del estado con su música, danzas, tradiciones y costumbres. La fiesta se repitió en los años siguientes; la fecha de celebración cambió a los dos últimos lunes de julio que coinciden con la fiesta de la Virgen del Carmen Alto, recordando que por mucho tiempo, después de los actos religiosos de esta fiesta, la gente concurría al cerro como simples paseos o romerías. En el desarrollo histórico de Oaxaca la Guelaguetza ha contribuido en el desarrollo turístico, cultural y económico del Estado.
El actual auditorio fue construido en 1974. Su diseño semicircular, en una colina, recuerda los antiguos teatros griegos y romanos, donde se aprovechó la pendiente del terreno para disponer las graderías.

## Presentaciones
Entre las presentaciones más destacadas se encuentran La Guelaguetza, diversos espectáculos culturales y artísticos así como presentaciones de reconocidos cantantes y orquestas.

### Récords de presentaciones
- Solista femenina: Lila Downs / Fey
- Solista masculino: Ricardo Arjona / Miguel Bosé / Alejandro Sanz / Alfredo Olivas
- Grupo de Pop: Camila
- Grupo Cumbia: Celso Piña
- Grupo de Rock: Noesis / El Tri / Enanitos Verdes / Los Fabulosos Cadillacs